# Costa de la Luz

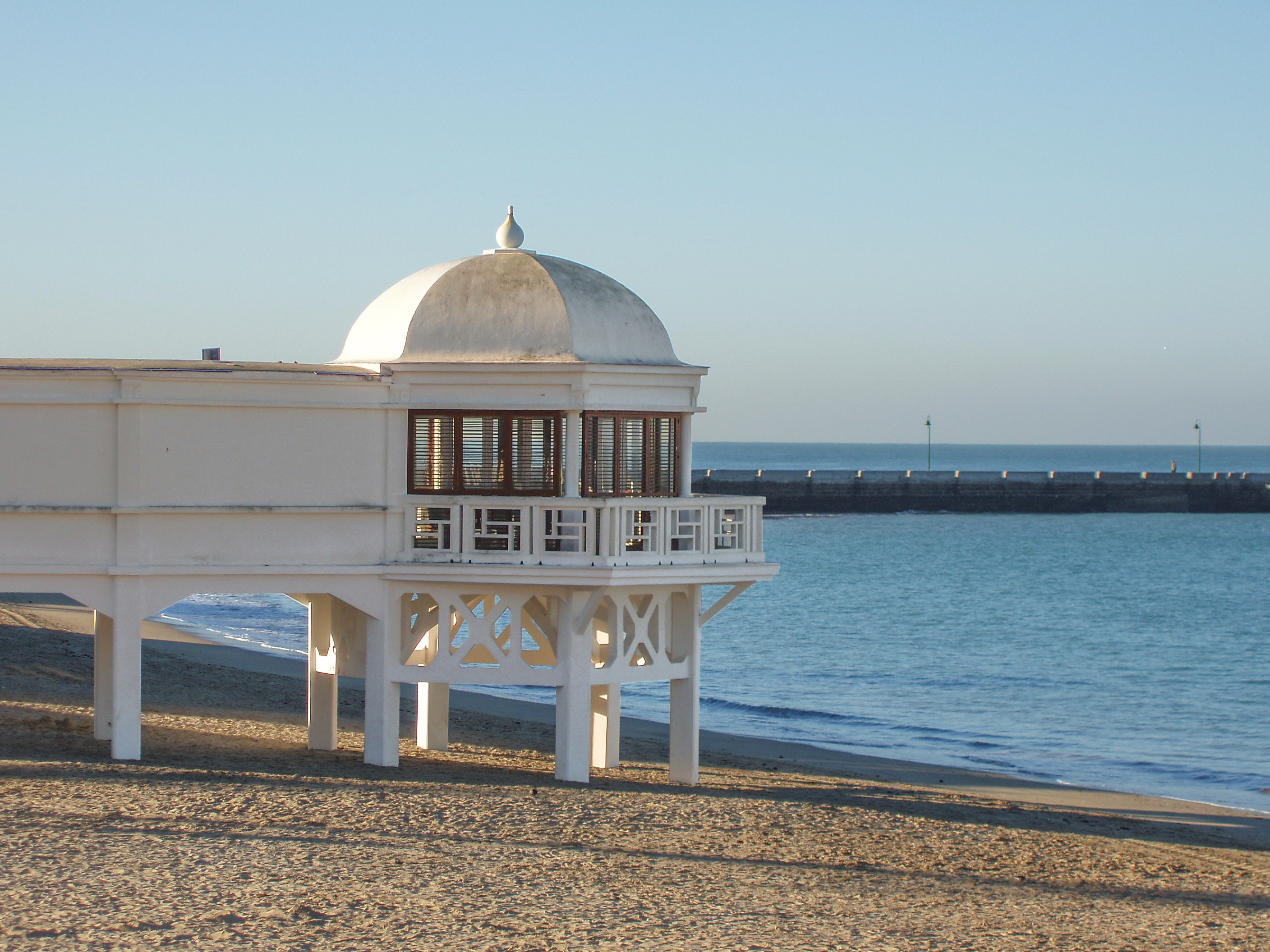
Platja de la Caleta (Cadis)

S'anomena Costa de la Luz a la costa del Golf de Cadis. Aquesta costa té dues seccions: una, a la província de Huelva, que va de la frontera portuguesa al parc de Doñana i el riu Guadalquivir, i l'altra, a la província de Cadis, que va del riu Guadalquivir al Mediterrani.